# إمبريالية

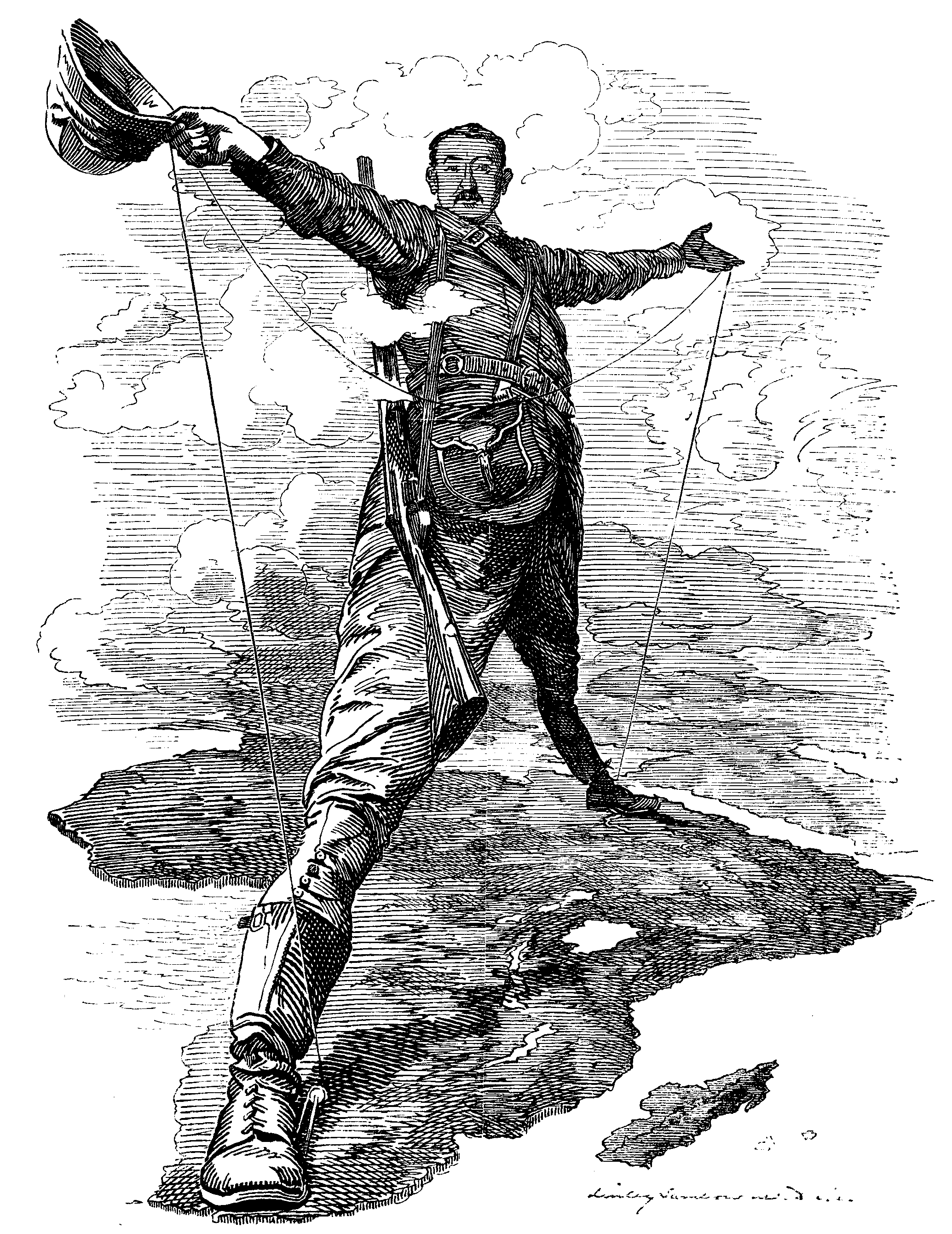
سيسل رودس ومشروع سكك حديد كيب القاهرة. كان ردوس يخطط «لتلوين الخريطة باللون الأحمر» (يمثل اللون الاحمر الإمبراطورية الإنجليزية).

الإمبريالية، سياسة أو أيديولوجية تهدف إلى توسيع نطاق السيطرة على الدول الأُخرى وشعوبها؛ بغيةَ زيادة فرص الوصول السياسي والاقتصادي وزيادة السلطة والهيمنة، ويكون ذلك غالبًا باستخدام القوة الصارمة، ولا سيَّما القوة العسكرية، ولكن أيضًا باتِّباع القوة الناعمة. ترتبط الإمبريالية بمفاهيم الاستعمار والإمبراطورية، مع ذلك، تعد الإمبريالية مفهومًا متميزًا يمكن أن ينطبق على أشكال أُخرى من التمدُّد والسيطرة، وعلى العديد من أشكال الحكومة. 

## الأصل والاستخدام
جاءت كلمة إمبريالية من الكلمة اللاتينية إمبريوم (imperium)، التي تعني القوة العليا، أو «السيادة» أو «الحُكم». بدأت الكلمة بالشيوع، بمعناها الحالي، في بريطانيا العظمى في سبعينيات القرن التاسع عشر، وكانت تحمل حينئذ دَلالات سلبية. في السابق، استُخدم المصطلح لوصف ما كان يُعَدُّ محاولاتٍ من نابليون الثالث للحصول على دعم سياسي بالتدخلات العسكرية الأجنبية. 
كان المصطلح، ولا يزال، يعبِّر تعبيرًا رئيسًا عن الهيمنة السياسية والاقتصادية الغربية واليابانية، خصوصًا في قارتي آسيا وإفريقيا، في القرنين التاسع عشر والعشرين، ولا يزال المعنى الدقيق للمصطلح موضعَ نقاش بين المختصِّين حتى اليوم. يستخدم بعض الكتاب، من أمثال إدوارد سعيد، المصطلح على نطاق واسع لوصف أيِّ نظام للسيطرة والإخضاع يتمحور حول مفاهيم الدول الأساسية الإمبراطورية والدول الهامشية. يشمل هذا التعريف كلًا من الإمبراطوريات والاستعمار الجديد.

## الاستعمار مقابل الإمبريالية
| بلجيكا   | إيطاليا  |
| بريطانيا | البرتغال |
| فرنسا    | إسبانيا  |
| ألمانيا  | مستقلة   |

تقسيم القوى الأوروبية لأفريقيا عام 1913. وتظهر الحدود السياسية الحديثة لبلدان القارة التي يعود منشأ معظمها للحقبة الاستعمارية الأوروبية.

غالبًا ما يخلط بين مصطلحي «الإمبريالية» و «الاستعمار». مع ذلك، يؤكد العديد من المختصين بأن كلًا من المصطلحين له تعريفه المميز والخاص به. استخدم مصطلحا الإمبريالية والاستعمار لوصف تفوق وهيمنة وتأثير مجموعة ما على شخص أو على مجموعة من الأشخاص. كتب روبرت يونغ: تنطلق الإمبريالية بالعمل من المركز، لكنها ومع ذلك تعد سياسة دولة، ويتم تطويرها لأسباب آيديولوجية ومادية على حد سواء، فالاستعمار ببساطة هو تطوير للاستيطان أو للنوايا التجارية. لكن، يشمل الاستعمار الغزو أيضًا. يفصِل مصطلح الاستعمار، في الاستخدامات الحديثة، جغرافيًا بين المستعمرة والقوى الإمبريالية. يميز إدوارد سعيد، على وجه الخصوص، الفارق بين الإمبريالية والاستعمار، فيقول: اشتملت «الإمبريالية» على ممارسات ونظريات ومواقف المراكز الحضرية المهيمنة التي تحكم مناطق بعيدة»، في الوقت الذي استُبعدت إمبراطوريات الأراضي المتجاورة، كالإمبراطورية الروسية أو الإمبراطورية العثمانية، من المناقشات المرتبطة بالاستعمار، مع ذلك، بدأ هذا المبدأ بالتغير، لأنه كان من المقبول لهذه الإمبراطوريات أن ترسل سكانًا إلى الأراضي الجديدة التي حكمتها.
تفرض كلٌ من الأنظمة الإمبريالية والاستعمار الميزة السياسية والاقتصادية على أرض وسكان المناطق التي تسيطر عليها، ومع ذلك، يجد المختصون أحيانًا صعوبة في توضيح الفارق بين الاثنين. يركز كل من الإمبريالية والاستعمار على قمع الدول الأخرى، لكن، يشير الاستعمار إلى عملية سيطرة بلد ما على بلد آخر، وتشير الإمبريالية بالمقابل إلى الهيمنة السياسية والنقدية على البلدان الأخرى، سواء بشكل رسمي أو بشكل غير رسمي. ينظر إلى الاستعمار بوصفة المهندس المعماري الذي يضع خطة البدء بالسيطرة على المناطق، بينما يمكن أن ينظر إلى عمل الإمبريالية على أنه خلق لمبرر الغزو بالتعاون مع الاستعمار. يحدث الاستعمار عندما تبدأ الإمبراطورية بغزو منطقة ما، ثم تصبح في نهاية الأمر قادرة على انتزاع السيطرة عليها من سكانها. يكمن المعنى الأساسي للاستعمار في استغلال الموجودات والموارد القيمة للبلاد التي تم غزوها، ومن ثم جني غنائم الحرب. بالمقابل، يكمن معنى الإمبريالية في إنشاء إمبراطورية من خلال احتلال أراضي دول أخرى، وبالتالي زيادة هيمنتها. يعد الاستعمار منشئًا للممتلكات الاستعمارية في منطقة ما، ويحافظ عليها السكان الذين ينقلهم الاستعمار إلى الأراضي الجديدة من منطقة أجنبية. ليس من الغريب أن تكون خصائص ومميزات الشعوب الفاتحة موروثة من السكان الأصليين. لا يزال عدد محدود من المستعمرات بعيدًا عن البلد الأم. ستنشئ معظم هذه المستعمرات في نهاية المطاف جنسيتها المستقلة، أو ستبقى تحت السيطرة الكاملة للبلد المستعمِر.
رأى الزعيم السوفيتي فلاديمير لينين أن «الإمبريالية تمثل أعلى شكل من أشكال الرأسمالية، تطورت بعد الاستعمار وتميزت عنه بالرأسمالية الاحتكارية». تؤكد فكرة لينين هذه على مدى أهمية النظام العالمي السياسي الجديد في العصر الحديث. تركز الجغرافية السياسية الآن على أن تصبح الدول لاعبًا رئيسيًا في السوق؛ وينظر إلى بعض الدول اليوم على أنها إمبراطوريات بسبب سلطتها السياسية والاقتصادية على الدول الأخرى.
تسبب التوسع الأوروبي بتقسيم العالم بالاعتماد على طريقة تصوير نظرية المنظومات العالمية للدول المتقدمة والدول النامية. تقسم نظرية المنظومات العالمية بلدان العالم إلى مجموعتين رئيسيتين، بلدان جوهرية (النواة)، وبلدان هامشية (المحيط). تشمل النواة مناطق الدخل المرتفع والأرباح الكبيرة، فيما يتكون المحيط من الدول ذات الدخل المنخفض والأرباح المنخفضة. تسببت هذه النظرية الجيوسياسية النقدية بزيادة النقاشات المرتبطة بمعنى وتأثير الإمبريالية على العالم في فترة ما بعد الاستعمار الحديث.

## عصر الإمبريالية
شهد عصر الإمبريالية، الذي بدأ حوالي عام 1760، قيام الدول الصناعية الأوروبية التي انخرطت في عمليات الاستعمار وضم أجزاء أخرى من العالم والتأثير عليها. شهد القرن التاسع عشر «السباق إلى أفريقيا».
في سبعينيات القرن العشرين، تحدث المؤرخان البريطانيان، جون غالاغر (1980-1919) ورونالد روبنسون (1920-1999) عن رفض القادة الأوروبيين لفكرة تطلب «الإمبريالية» للسيطرة الرسمية والقانونية للحكومة على المنطقة الاستعمارية. كان الأهم من ذلك، هو السيطرة غير الرسمية على المناطق المستقلة. وفقًا لويليام روجر لويس «من وجهة نظرهم، فتن المؤرخون بالإمبراطورية الرسمية وبخرائط العالم التي امتلأت بالمناطق الملونة باللون الأحمر. توجه الجزء الأكبر من رؤوس الأموال والتجار والمهاجرين البريطانيين إلى مناطق تقع خارج الإمبراطورية البريطانية الرسمية. تمثلت الفكرة الأساسية عند البريطانيين ببناء إمبراطورية «بشكل غير رسمي في حال كان ذلك ممكنًا، ورسميًا إذا لزم الأمر». يقول المؤرخ أورون هيل أن كلًا من رونالد روبنسون وجون أندرو جالاجر درسا التدخل البريطاني في أفريقيا، إذ وجد البريطانيون في القارة الأفريقية القليل من الرأسماليين، ورؤوس أموال أقل، ولم يواجهوا ضغطًا كبيرًا من المروجين التقليديين للتوسع الاستعماري. عادة ما كانت قرارات مجلس الوزراء، بضم الأراضي الجديدة أو عدم ضمها، تتخذ على أساس اعتبارات سياسية أو جيوسياسية.
تنوعت الربحية في الإمبراطوريات الرئيسية التي انتشرت في العالم بين عامي 1875 و 1914. في بداية الأمر، توقع واضعو خطط السيطرة على مناطق في القارة الأفريقية أن تشكل المستعمرات الجديدة سوقًا مقيدًا ممتازًا للمواد المصنعة. مع ذلك، وبصرف النظر عما حدث في شبه القارة الهندية، نادرًا ما تحققت هذه التوقعات على أراض الواقع. بحلول تسعينيات القرن التاسع عشر، رأى الإمبرياليون في إنتاج مواد خام غير مكلفة، يمكن بها تغذية قطاع التصنيع المحلي، أهم فائدة اقتصادية لمخططاتهم. بشكل عام، تمكنت بريطانيا العظمى من تحقيق أرباح جيدة للغاية من الهند، وخاصة من صوبة البنغال، لكنّ الحال لم يكن مشابهًا في بقية المناطق التابعة لإمبراطوريتها. كانت أرباح هولندا أيضًا جيدة في جزر الهند الشرقية، فيما لم تتمكن كل من ألمانيا وإيطاليا من تحصيل أرباح كبيرة من التجارة، أو من استخراج المواد الخام، في المناطق الجديدة التابعة لإمبراطوريتيهما. كان ربح فرنسا من المناطق التابعة لإمبراطوريتها أفضل من أرباح كل من إيطاليا وألمانيا. اشتهرت مستعمرة الكونغو البلجيكية بأرباحها الكبيرة عندما استُغلِت أراضيها لزراعة مطاط في مشروع رأسمالي خاص يملكه الملك ليوبولد الثاني ويديره بشكل شخصي. مع ذلك، تسبب توالي الفضائح المتعلقة بسوء معاملة العمال بإجبار المجتمع الدولي لبلجيكا على استملاك المستعمرة في عام 1908، الأمر الذي تسبب بتراجع ربحيتها بشكل كبير. كانت تكلفة استعمار الولايات المتحدة الأمريكية للفلبين أكبر بكثير مما كان متوقعًا، ويعود ذلك بشكل أساسي إلى التكاليف الكبيرة التي دفعتها الولايات المتحدة لصد المتمردين الفلبينيين.
بسبب الموارد التي أتاحتها الإمبريالية، نما الاقتصاد العالمي بشكل ملحوظ وأصبح أكثر ترابطًا في العقود التي سبقت الحرب العالمية الأولى، ما جعل العديد من القوى الإمبريالية غنية ومزدهرة.

ركز توسع أوروبا في الإمبريالية الإقليمية إلى حد كبير على النمو الاقتصادي من خلال جمع الموارد من المستعمرات، إلى جانب تولي السيطرة السياسية بالوسائل العسكرية والسياسية. يقدم استعمار الهند في منتصف القرن الثامن عشر مثالًا على هذا التركيز: «استغل البريطانيون الضعف السياسي لدولة المغول، وبينما كان النشاط العسكري مهمًا في أوقات مختلفة، كان الاندماج الاقتصادي والإداري للنخب المحلية أيضًا ذا أهمية حاسمة» لفرض السيطرة على موارد شبه القارة الهندية، والأسواق، والقوى العاملة. وعلى الرغم من أن عددًا كبيرًا من المستعمرات قد صمم لتوفير ربح اقتصادي وشحن الموارد إلى الموانئ المحلية في القرنين السابع عشر والثامن عشر، يقترح د. ك. فيلدهاوس أنه في القرنين التاسع عشر والعشرين في أماكن مثل إفريقيا وآسيا، فإن هذه الفكرة ليست صحيحة بالضرورة:
لم تكن الإمبراطوريات الحديثة آلات اقتصادية مبنية بشكل مصطنع. كان التوسع الثاني لأوروبا عبارة عن عملية تاريخية معقدة تتضمن القوى السياسية والاجتماعية والعاطفية في أوروبا، وكانت أكثر تأثيرًا من الإمبريالية المدروسة. قد تخدم المستعمرات الفردية غرضًا اقتصاديًا؛ وبشكل جماعي، لم يكن لأي إمبراطورية أي وظيفة محددة، اقتصادية أو غير ذلك. لم تمثل الإمبراطوريات سوى مرحلة معينة في علاقة أوروبا المتغيرة باستمرار مع بقية العالم: كانت المقارنات مع الأنظمة الصناعية أو الاستثمار في العقارات مضللة ببساطة.
خلال هذا الوقت، كان التجار الأوروبيون قادرين على «التجول في أعالي البحار والحصول على فوائض مناسبة من جميع أنحاء العالم (أحيانًا سلمية، وأحيانًا عنيفة) وتجميعها في أوروبا».
تسارع التوسع الأوروبي بشكل كبير في القرن التاسع عشر. للحصول على المواد الخام، وسعت أوروبا وارداتها من البلدان الأخرى ومن المستعمرات. سعى الصناعيون الأوروبيون للحصول على المواد الخام مثل الأصباغ والقطن والزيوت النباتية وخامات المعادن من الخارج. في الوقت نفسه، سرعان ما جعلت الصناعة أوروبا مركز التصنيع والنمو الاقتصادي، وقاد ذلك إلى زيادة الاحتياجات من الموارد.
أصبحت وسائل الاتصال أكثر تقدمًا أثناء التوسع الأوروبي. مع اختراع السكك الحديدية والتلغراف، أصبح من السهل التواصل مع البلدان الأخرى وبسط السيطرة الإدارية للدولة الأم على مستعمراتها. أتاحت السكك الحديدية البخارية والشحن البحري الذي يعمل بالبخار النقل السريع والرخيص لكميات هائلة من البضائع من المستعمرات وإليها.
إلى جانب التقدم في الاتصالات، واصلت أوروبا أيضًا التقدم في التكنولوجيا العسكرية. صنع الكيميائيون الأوروبيون متفجرات جديدة جعلت المدفعية أكثر فتكًا. بحلول ثمانينيات القرن التاسع عشر، أصبح المدفع الرشاش سلاحًا موثوقًا في ساحة المعركة. أعطت هذه التقنية الجيوش الأوروبية ميزة على خصومها، إذ كانت الجيوش في البلدان الأقل تقدمًا ما تزال تقاتل بالسهام والسيوف والدروع الجلدية (مثل الزولو في جنوب إفريقيا أثناء الحرب الإنجليزية الزولوية عام 1879). مع بعض الاستثناءات للجيوش التي تمكنت من مقاربة الحملات والمعايير الأوروبية، مثل الجيوش الإثيوبية في معركة عدوة، والجيش الإمبراطوري الياباني، لكنها كانت تعتمد بشكل كبير على الأسلحة المستوردة من أوروبا وغالبًا على المستشارين العسكريين الأوروبيين.

## نظريات الإمبريالية
غالبًا ما تبني الدراسات الأكاديمية الناطقة بالإنجليزية نظرياتها المتعلقة بالإمبريالية على التجربة البريطانية للإمبراطورية. دخل مصطلح الإمبريالية في الأصل إلى اللغة الإنجليزية بمعناه الحالي في أواخر سبعينيات القرن التاسع عشر من قبل معارضي السياسات الإمبريالية العدوانية والمتفاخرة لرئيس الوزراء البريطاني بينجامين دزرائيلي. وسرعان ما تبنى أنصار «الإمبريالية» مثل جوزيف تشامبرلين هذا المفهوم. بالنسبة للبعض، حددت الإمبريالية سياسة المثالية والعمل الخيري. زعم آخرون أنها اتسمت بالمصالح الذاتية السياسية، وربطها عدد متزايد بالجشع الرأسمالي.
في الإمبريالية: دراسة (1902)، طور جون أ. هوبسون تفسيرًا شديد التأثير للإمبريالية توسع في إيمانه بأن رأسمالية المشاريع الحرة كان لها تأثير سلبي على غالبية السكان. وجادل في الإمبريالية بأن تمويل الإمبراطوريات في الخارج يستنزف الأموال اللازمة في الداخل. وجرى استثمارها في الخارج بسبب الأجور المنخفضة المدفوعة للعمال في الخارج بهدف تحقيق أرباح أكبر ومعدلات عائد أعلى، مقارنة بالأجور المحلية. لذلك، على الرغم من أن الأجور المحلية ظلت أعلى، إلا أنها لم تنمو بالسرعة التي كان من الممكن أن تنمو بها لولا ذلك. وخلص إلى أن تصدير رأس المال وضع غطاء على نمو الأجور المحلية في مستوى المعيشة المحلي. بحلول سبعينيات القرن العشرين، استطاع المؤرخون مثل ديفيد ك. فيلدهاوس وأورون هيل القول إن «نظرية هوبسون قد هُدمت بالكامل تقريبًا». ومع ذلك، التقط الاشتراكيون الأوروبيون أفكار هوبسون وضمنوها في نظريتهم الخاصة عن الإمبريالية، وعلى الأخص في كتاب لينين الإمبريالية، أعلى مراحل الرأسمالية (1916). صور لينين الإمبريالية على أنها إغلاق للسوق العالمية ونهاية للمنافسة الحرة الرأسمالية التي نشأت عن حاجة الاقتصادات الرأسمالية لتوسيع الاستثمار والموارد المادية والقوى البشرية باستمرار بطريقة تتطلب التوسع الاستعماري. يردد المنظرون الماركسيون اللاحقون هذا المفهوم للإمبريالية كسمة هيكلية للرأسمالية، والتي فسرت الحرب العالمية على أنها معركة بين الإمبرياليين للسيطرة على الأسواق الخارجية. وأصبحت أطروحة لينين كتابًا دراسيًا قياسيًا ازدهر حتى انهيار الشيوعية في 1989-1991.
أكد بعض المنظرين من اليسار غير الشيوعي على الطابع البنيوي أو النظامي «للإمبريالية». وسع هؤلاء الكتاب الفترة المرتبطة بالمصطلح بحيث لا يشير الآن إلى سياسة أو فترة قصيرة من العقود في أواخر القرن التاسع عشر، ولكن إلى نظام عالمي يمتد على مدى قرون، وغالبًا ما يعود إلى كريستوفر كولومبوس، وفي بعض الروايات، إلى الحروب الصليبية. ومع توسع تطبيق المصطلح، تحول معناه على خمسة محاور متميزة ولكنها متوازية في كثير من الأحيان: الأخلاقي، والاقتصادي، والنظامي، والثقافي، والزمني. تعكس هذه التغييرات - من بين تحولات أخرى في الإدراك - قلقًا متزايدًا، وحتى نفورًا كبيرًا، من انتشار مثل هذه القوة، على وجه التحديد، القوة الغربية.
لطالما ناقش المؤرخون والمنظرون السياسيون العلاقة بين الرأسمالية والطبقة والإمبريالية. كان الكثير من النقاش من رواد مثل ج. أ. هوبسون (١٨٥٨-١٩٤٠)، وجوزيف شومبيتر (١٨٨٣-١٩٥٠)، وثورستين فيبلين (١٨٥٧-١٩٢٩)، ونورمان إنجيل (١٨٧٢-١٩٦٧). كان هؤلاء الكتاب غير الماركسيين في أوج نشاطهم قبل الحرب العالمية الأولى، وظلوا نشيطين في سنوات ما بين الحربين العالميتين. وقد ساهم عملهم المشترك في دراسة الإمبريالية وتأثيرها على أوروبا، فضلًا عن المساهمة في تأملات في صعود المجمع العسكري السياسي في الولايات المتحدة منذ الخمسينيات من القرن العشرين. وجادل هوبسون بأن الإصلاحات الاجتماعية المحلية يمكن أن تعالج المرض الدولي للإمبريالية عن طريق إزالة أساسها الاقتصادي. وافترض هوبسون أن تدخل الدولة من خلال الضرائب يمكن أن يعزز الاستهلاك الأوسع ويخلق الثروة ويشجع على نظام عالمي سلمي ومتسامح ومتعدد الأقطاب.
يقترح والتر رودني، في كتابه الكلاسيكي بعنوان أوروبا والتخلف في أفريقيا عام 1972، فكرة أن الإمبريالية هي مرحلة من الرأسمالية «حيث أقامت الدول الرأسمالية في أوروبا الغربية والولايات المتحدة واليابان هيمنتها السياسية والاقتصادية والعسكرية والثقافية على أجزاء أخرى من العالم. التي كانت في البداية عند مستوى أدنى وبالتالي لم تستطع مقاومة الهيمنة». ونتيجة لذلك، احتضنت الإمبريالية «العالم بأسره لسنوات عديدة، بطرفين أحدهما كان المستغِل والآخر المستغَل، جزء منه مهيمن والآخر يتصرف على أنه مسيطر، طرف يصنع السياسة والآخر تابع».
وتلاحظ الإمبريالية أيضًا في الظواهر الأحدث مثل تطور الفضاء والسياق الذي يحكمه.